# جشنواره آی‌تونز: لندن ۲۰۱۱ (آلبوم چندآهنگه ادل)
«آی‌تونز فستیوال: لندن ۲۰۱۱» آلبومی از هنرمند اهل بریتانیا ادل است که در سال ۲۰۱۱ میلادی منتشر شد.